# Eva Hallström (född 1939)
Eva Amelie Hallström, född 6 december 1939 i Helsingborg, är en svensk konstnär, etnolog och tidigare textilintendent vid Textilmuseet i Borås. Som pensionär har hon sedan 2007 haft flera separatutställningar i Göteborgsområdet.